# Бічна позиція

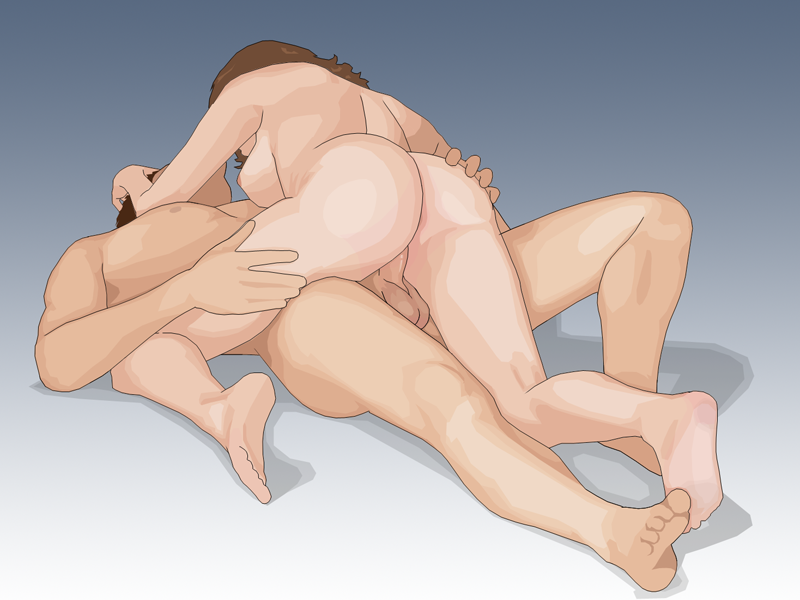
Ілюстрація бічної позиції

Бічна позиція (англ. lateral coital position) — одна з сексуальних позицій. Описана американськими сексологами Вільямом Мастерсом і Вірджинією Джонсон у книзі «Цикл сексуальних реакцій людини» (Human Sexual Response, див. Цикл сексуальних реакцій людини). Згідно з опитами, цій позиції надають перевагу 75 % гетеросексуальних людей, які спробували її[джерело?].

## Техніка
Виконання потребує, щоб злягання починалося з позиції «жінка згори». Після того, як пеніс введений у вагіну, дії такі:
1. Чоловік злегка підіймає праву ногу жінки лівою рукою.
2. Чоловік починає згинати ліве коліно, не підіймаючи його з поверхні ліжка. Внутрішній бік лівого стегна при цьому повинен бути спрямований догори. Переміщаючи ліву ногу догори і назовні, треба добитися того, щоб вона опинилася під правим піднятим коліном жінки.
3. Тим часом жінка нахиляється ліворуч, переносячи вагу тіла на ліве коліно. Це уможливлює їй витягнути підняту праву ногу назад, помістивши її назовні зігнутої лівої ноги чоловіка. Треба пильнувати, щоб пеніс не вийшов у цей момент з вагіни.
4. Коли ноги переміщені, жінка нахиляється до грудей чоловіка. Він міцно охоплює її тіло обома руками.
5. Разом вони перекочуються, жінка — праворуч, чоловік ліворуч, позиція жінки при цьому вища: вона може сперетися на правий лікоть або притулитися до подушки. Чоловік перекочується на спину, вони продовжують притулятися один до одного в області таза. У цей момент чоловік лежить на спині, площина тулуба жінки майже перпендикулярна до площини чоловічого. Плечі жінки майже вертикальні, ліве плече вище, ніж праве. Жінка вигинає тулуб таким чином, що її таз залишається у горизонтальному стані, притуленим до таза чоловіка. Основна вага жінки перенесена на правий бік тіла і правий лікоть.
6. Відбувається статевий акт.

## Переваги

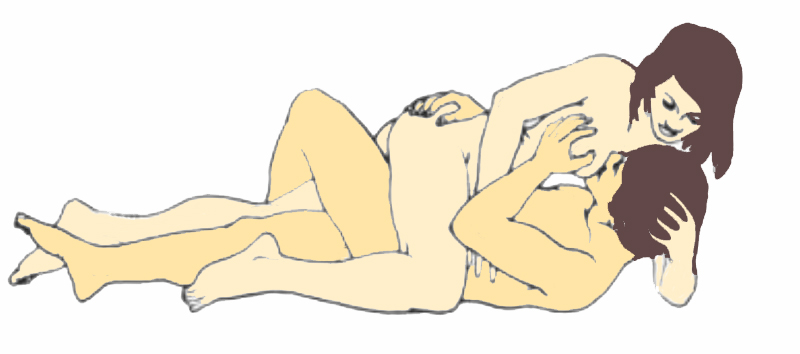
Варіант з положенням жінки на лівому боці

У цій позиції обоє людей спираються на поверхню ліжка (чоловік лежить на спині, жінка спирається на ліжко правим боком і правим плечем), тільки ліва нога жінки розташовується на правому стегні чоловіка. Чоловік лягає на спину, водночас жінка легко перекочується праворуч. Тіла партнерів утворюють кут близько 30°, обличчя повернуті одне до одного, вага жінки перенесена на праве плече. Під головами партнерів знаходяться подушки. Для опори жіночому тілу може бути потрібно кілька подушок.
Як стверджують Мастерс і Джонсон, «коли досягнута легкість злягання у „бічній позиції“, жоден партнер не відчуває скутості. Навпаки, тут взаємна свобода тазових порухів у будь-якому напрямку, не судомить м'язи, не виникає потреби у втомливому підпиранні тіла. Бічна позиція забезпечує обом партнерам гнучкість для свободи сексуального вираження. Ця позиція особливо ефективна для жінок, бо партнерка отримує з нею максимальну свободу у тазових поштовхах, одержуючи задоволення як від повільних, так і енергійних рухів — залежно від рівня її сексуальної напруги».
Позиція може бути рекомендована всім парам, зокрема, у випадках проблеми передчасної еякуляції — завдяки зменшеному навантаженню на чоловіка.

## Джерело
- Masters, W.H.; Johnson, V.E. (1966). Human Sexual Response. Toronto; New York: Bantam Books. ISBN 0-553-20429-7.